# اتین بالیبار
اتیِن بالیبار (فرانسوی: Étienne Balibar‎؛ زادهٔ ۲۳ آوریل ۱۹۴۲) فیلسوف، نویسنده و استاد دانشگاه اهل فرانسه است که از چهره‌های مطرح پسامارکسیسم به‌شمار می‌رود.

## کتاب‌های ترجمه‌شده به فارسی
- فلسفهٔ مارکس. ترجمهٔ عباس ارض‌پیما. تهران: نشر دیبایه
- اسپینوزا و سیاست، ترجمهٔ فؤاد حبیبی و امین کرمی، انتشارات ققنوس (1397)